# (19285) 1996 CM9
(19285) 1996 CM9 là một tiểu hành tinh nằm ở rìa ngoài của vành đai chính. Nó được phát hiện bởi Seiji Ueda và Hiroshi Kaneda ở Kushiro, Hokkaidō, Nhật Bản, ngày 12 tháng 2 năm 1996.